# Inicjatywa genewska
Inicjatywa genewska - bliskowschodni plan pokojowy przedstawiony w Szwajcarii 1 grudnia 2003, powstały na podstawie porozumienia kilkuset polityków i działaczy pokojowych Izraela i Palestyny. Zakładał powstanie niepodległego państwa palestyńskiego w Strefie Gazy i prawie na całym Zachodnim Brzegu Jordanu oraz przewidywał podział Jerozolimy za pomocą kuloodpornej szyby na dwie części, a każda z nich miała zostać stolicą Palestyny i Izraela.